# Municipio de Enola
El municipio de Enola (en inglés: Enola Township) es un municipio ubicado en el condado de Faulkner en el estado estadounidense de Arkansas. En el año 2010 tenía una población de 855 habitantes y una densidad poblacional de 12,03 personas por km².

## Geografía
El municipio de Enola se encuentra ubicado en las coordenadas 35°13′7″N 92°12′44″O / 35.21861, -92.21222. Según la Oficina del Censo de los Estados Unidos, el municipio tiene una superficie total de 71.1 km², de la cual 71,1 km² corresponden a tierra firme y (0 %) 0 km² es agua.

## Demografía
Según el censo de 2010, había 855 personas residiendo en el municipio de Enola. La densidad de población era de 12,03 hab./km². De los 855 habitantes, el municipio de Enola estaba compuesto por el 95,44 % blancos, el 0,47 % eran afroamericanos, el 0,94 % eran amerindios, el 0,12 % eran de otras razas y el 3,04 % eran de una mezcla de razas. Del total de la población el 1,05 % eran hispanos o latinos de cualquier raza.